# Saba Yoi
Saba Yoi (em tailandês: อำเภอสะบ้าย้อย) é um distrito da província de Songkhla, no sul da Tailândia. É um dos 16 distritos que compõem a província. Sua população, de acordo com dados de 2012, era de 69 146 habitantes, e sua área territorial é de 852,51 km².